# Guangnan

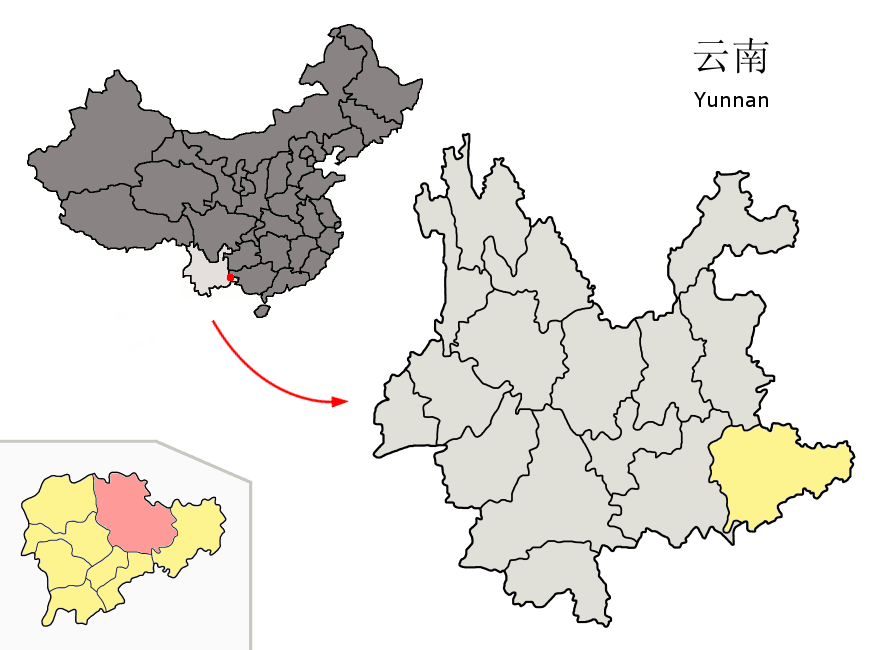
Lage des Kreises Guangnan (rosa) in der bezirksfreien Stadt Wenshan (gelb)

Der Kreis Guangnan (chinesisch 广南县, Pinyin Guǎngnán Xiàn) ist ein Kreis des Autonomen Bezirks Wenshan der Zhuang und Miao im Südosten der chinesischen Provinz Yunnan. Sein Hauptort ist die Großgemeinde Liancheng (莲城镇). Der Kreis Guangnan hat eine Fläche von 7.756 km² und zählt 771.948  Einwohner (Stand: Zensus 2020).

## Administrative Gliederung
Auf Gemeindeebene setzt sich der Kreis aus sieben Großgemeinden und elf Gemeinden zusammen. Diese sind:
- Großgemeinde Liancheng 莲城镇
- Großgemeinde Babao 八宝镇
- Großgemeinde Nanping 南屏镇
- Großgemeinde Zhujie 珠街镇
- Großgemeinde Najiu 那洒镇
- Großgemeinde Zhulin 珠琳镇
- Großgemeinde Bamei 坝美镇

- Gemeinde Dongbao 董堡乡
- Gemeinde Jiumo 旧莫乡
- Gemeinde Yangliujing 杨柳井乡
- Gemeinde Banbang 板蚌乡
- Gemeinde Shuguang 曙光乡
- Gemeinde Heizhiguo 黑支果乡
- Gemeinde Zhuanjiao 篆角乡
- Gemeinde Wuzhu 五珠乡
- Gemeinde Zhetu 者兔乡
- Gemeinde Zhetai 者太乡
- Gemeinde Diwei 底圩乡